# 拉奎瓦 (新墨西哥州莫拉縣)
拉奎瓦（英語：La Cueva）是位於美國新墨西哥州莫拉縣的非建制地區。

## 歷史
拉奎瓦的郵局於1868年設立，其後於1961年停運。

## 地理
拉奎瓦所處的海拔為高於海平面2141米（即7025英呎），而該地所採用的時區為UTC-7，即北美山地时区（MST）。同時該地設有夏令時間，為UTC-7調快一小時，即UTC-6（MDT）。